# (100394) 1995 WX32
(100394) 1995 WX32 es un asteroide perteneciente al cinturón de asteroides, descubierto el 20 de noviembre de 1995 por el equipo del Spacewatch desde el Observatorio Nacional de Kitt Peak, Arizona, Estados Unidos.

## Designación y nombre
Designado provisionalmente como 1998 UL38.

## Características orbitales
1995 WX32 está situado a una distancia media del Sol de 2,394 ua, pudiendo alejarse hasta 2,796 ua y acercarse hasta 1,991 ua. Su excentricidad es 0,168 y la inclinación orbital 3,755 grados. Emplea 1353 días en completar una órbita alrededor del Sol.

## Características físicas
La magnitud absoluta de 1995 WX32 es 16.